# Cantón de Ribiers
El cantón de Ribiers era una división administrativa francesa, que estaba situada en el departamento de Altos Alpes y la región de Provenza-Alpes-Costa Azul.

## Composición
El cantón estaba formado por siete comunas:
- Antonaves
- Barret-sur-Méouge
- Châteauneuf-de-Chabre
- Éourres
- Ribiers
- Saint-Pierre-Avez
- Salérans

## Supresión del cantón de Ribiers
En aplicación del Decreto n.º 2014-193 de 20 de febrero de 2014, el cantón de Ribiers fue suprimido el 22 de marzo de 2015 y sus 7 comunas pasaron a formar parte del nuevo cantón de Laragne-Montéglin.